# František Srb
František Srb (* 1963 Praha) je bývalý český filmový dětský herec.

## Biografie
František Srb se narodil v roce 1963 v Praze. V dětství si zahrál v několika filmech a seriálech pro mládež, jako např. Družina černého pera, Tajemství proutěného košíku, Leť, ptáku, leť! atd. V současnosti již nehraje.

## Filmografie
- Družina černého pera (1973)
- Maturita za školou (1973)
- Chalupáři (1975)
- Profesoři za školou (1975)
- Tajemství proutěného košíku (1977)
- Leť, ptáku, leť! (1978)